# Делебьо
Деле́бьо (итал. Delebio) — коммуна в Италии, в провинции Сондрио области Ломбардия.
Население составляет 2985 человек, плотность населения составляет 136 чел./км². Занимает площадь 22 км². Почтовый индекс — 23014. Телефонный код — 0342.
Покровителем коммуны почитается святой Карпофор, празднование 7 августа.